# طبقه هفتم غربی
طبقه هفتم غربی یک رمان فارسی در حوزهٔ کودک و نوجوان نوشتهٔ جمشید خانیان است که در سال ۱۳۸۷ منتشر شد. این کتاب به‌عنوان کتاب سال شورای کتاب کودک برگزیده شد.